# Clausule (poëzie)
Gedurende de late Middeleeuwen werd de term clausule – oorspronkelijk het ritmische einde van een Latijnse volzin en gedurende de Middeleeuwen ook de samenvatting van een tekst aan het slot daarvan – gebruikt als een synoniem voor strofe:

'Dit dichte ooc Jacob van Marlant, 18 clauselen', (Opschrift van der Kerken Clage). 'Hier volcht de vierde boec (van den Wapene Martijn) ende dese indt op XIX elc clausele' (vreemd uitgedrukt voor 'deze bestaat uit strophen van XIX regels), Opschrift van den Vierden Martijn (het gebruik van het ww. 'enden' in dit verband doelt wellicht op de oorspronkelijke betekenis van clausele, nl. sluitregel). 'Hier es tfierde Mertens boec ute, dat in heeft XLVII clauselen ende elke van XIX versen' (Onderschrift van den Vierden Martijn).

In de poëtica verstaat men op basis van gedichten die in het titelopschrift of in de aftiteling het woord 'clausule' dragen, een ritmisch, strofisch gedicht als bijvoorbeeld: Die Clausule vander Bible, een aan Jacob van Maerlant toegeschreven strofisch gedicht van 42 strofen van elk 13 versregels (maar vergelijkbare strofen met 19 versregels komen ook voor). Normaal gesproken zijn deze versregels opgebouwd uit vier versvoeten, trocheeën of jamben, en bevat een strofe (slechts) twee rijmklanken. Indien geschreven in trocheeën zal de klemtoon vallen op de voorlaatste lettergreep van het rijmwoord, en dan noemt men het rijm 'slepend'. Indien geschreven in jamben zal de klemtoon vallen op de laatste lettergreep van het rijmwoord en dan noemt men het rijm 'staand'. Gebruikelijker lijkt een afwisseling van staand en slepend rijm dan enkel staand of slepend rijm.
Het schoolvoorbeeld van een 'clausule' is Die Clausule van der Bible, waarvan de eerste strofe luidt (rijmschema 4a4a4b4a4a4b4a4a4b4a4a4b4b):
Waert dats mi Maria onde,

Met enen besmetten monde

Prijsdic gerne suverhede,

Haer te eren, die noit sonde

No en dede no en conde,

Noch gepeinsen dorperhede,

In dien datsijt mi ontbonde,

Si die menige sware wonde

Heeft geganst met hare bede,

So dat mi ter lester stonde

Jhesus Kerst so reine vonde,

Dat hi mi ter lester stede

Decte onder sine lede.

In De const van Rhetoriken [Gent 1555] van Matthijs de Castelein is de term 'clausule' afgesleten tot 'clause' met de betekenis 'strofe' en in die betekenis wordt het nog vermeld in het Woordenboek der Nederlandsche Taal s.v. Clause.
In de oorspronkelijke vorm als sluitregel functioneert het woord 'clausule' nog in de toneelwereld, waar men het laatste woord dat een acteur uitspreekt, waarop een andere acteur reageert, een clause noemt. Bron: Woordenboek der Nederlandsche Taal, s.v. Clause.